# 科洛科巴
科洛科巴（法語：Kolokoba），是馬里的城鎮，位於該國西南部，由錫卡索區的錫卡索省負責管轄，面積249平方公里，海拔高度405米，2009年人口3,242，人口密度每平方公里13人。